# روستانشینی در شهرستان بروجن
شهرستان بروجن، یکی از شهرستان‌های استان چهارمحال و بختیاری است. این مقاله به روستانشینی و تاریخچه و تحولات آن در این شهرستان و منطقه اشاره دارد. همچنین شامل فهرستی از روستاهای کنونی این شهرستان است.

## روستانشینی

### تاریخچه روستانشینی
شهرستان بروجن که در واقع همان منطقه تاریخی گندمانِ چهارمحالِ اصفهان است. گندمان یکی از چهار منطقه، چهارمحال است. این منطقه بواسطه منابع آب، ارتفاعات و دشت‌های حاصلخیز بزرگ در جوار غربی اصفهان، پتانسیل بالای استقرار روستانشینی را داشته‌است. همانطوری که در منابع تاریخی چهارمحال در واقع ناحیه‌ای روستانشینی از مجموعه اصفهان محسوب می‌شده‌است و به واسطه حاصلخیزی به هند کوچک ایران شهرت داشته‌است.
گندمان مرکز این ناحیه یکی از بزرگترین روستاهای چهارمحال بوده‌است که هم‌اکنون به شهر تبدیل شده‌است. بروجن مرکز شهرستان بروجن، روزگاری تا دوره قاجاریه به عنوان بروجنِ گندمان شناخته می‌شد ولی هم‌اکنون بزرگترین شهر این منطقه و دومین شهر استان چهارمحال و بختیاری است.

### ویژگی‌های روستاهای شهرستان بروجن
شهرستان بروجن هم‌اکنون بیش از ۳۰ روستا در حوزه خود دارد. برخی از روستاهای بزرگ همچون بلداجی، فرادنبه، سفیددشت و نقنه، این شهرستان در دوران جمهوری اسلامی به شهر تبدیل شده‌اند. روستاهای بروجن همچون روستاهای کل چهارمحال دارای ویژگی‌های مشخص می‌باشند:
- جمعیت نسبتاً زیاد
- وسعت زیاد
- عدم وابستگی خانوارهای روستایی به ساختمان و روابط ایلی
- تعداد زیاد واحدهای مسکونی
- وابستگی به تولید زراعی
- دامداری متکی بر زراعت
- فعالیت در صنایع دستی بخصوص قالی بافی و…[۳]

## بخش مرکزی
- قطب صنعتی
- شهرک صنعتی سفیددشت
- ‌دهنو
- اسلام آباد

## بخشگندمان
- بیژگرد
- چرمینه
- حسین‌آباد
- سناجان
- کتک سفلی
- کتک علیا
- کنارک بالا
- کنارک پایین
- معموره
- مورچگان
- نصیرآباد
- وستگان
- قطب صنعتی گندمان
- تگرگ‌آب
- کردشامی
- گدارکبک
- چشمه علی
- دوراهان
- ده باغ
- ده توت
- ده خدا
- ده علی
- سرپیر
- گردبیشه
- له دراز
- سولگان
- شمس‌آباد

## بخشبلداجی
- سلطان‌آباد
- سنگچین
- شهرک گلوگرد
- علی‌آباد
- کلبی بک
- اقبلاغ
- خدرآباد
- چاله تر
- چاله خشک
- خانی‌آباد
- دستگرد
- ساکی‌آباد
- سیف‌آباد
- متویی